# Bachem (Losheim am See)
Bachem  ist ein Ortsteil der Gemeinde Losheim am See im Landkreis Merzig-Wadern (Saarland).
Gegen Ende der Völkerwanderung ließen sich fränkische Siedler zwischen Bach und Hügel nieder. Sie gaben dem damaligen Dorf den Namen Bachheim. Die älteste schriftliche Erwähnung verdankt das Dorf den Mönchen der Trierer Abtei St. Maximin, welches im Mittelalter der wichtigste Grundherr war. 1927 wurde im Gebiet der Ortskirche ein mittelalterlicher Münzschatz entdeckt, der Prägungen des Trierer Erzbischofs Kuno von Falkenstein und des Herzogs Wenzel von Luxemburg umfasste. Bereits 1844/45 war im Fundament eines Privathauses ein rund 800 Stücke umfassender Münzschatz aufgefunden worden, dessen Münzen ins 14. und 15. Jahrhundert datieren.
Am 1. Januar 1974 wurde die bis dahin eigenständige Gemeinde Bachem in die Gemeinde Losheim eingegliedert.
In Bachem befinden sich eine vierklassige Grundschule, die katholische Kirche mit Kindergarten, Banken und eine Poststelle. Handwerksbetriebe und Einzelhandel prägen das Wirtschaftsleben. Ca. 15 % der Bodenfläche von Bachem sind mit Laub- und Mischwäldern bedeckt.

## Verkehr
Der Bahnhof Bachem liegt an der Bahnstrecke Merzig Süd–Büschfeld, die lediglich von Museumszügen befahren wird. Die Strecke wird von Dampfzügen des Museums-Eisenbahn-Clubs Losheim am See befahren.